# 罗夫莱多
罗夫莱多，是西班牙卡斯蒂利亚-拉曼恰自治区阿尔瓦塞特省的一个市镇。 总面积120km², 总人口426人（2001年），人口密度4人/km²。